# Theater am Turm

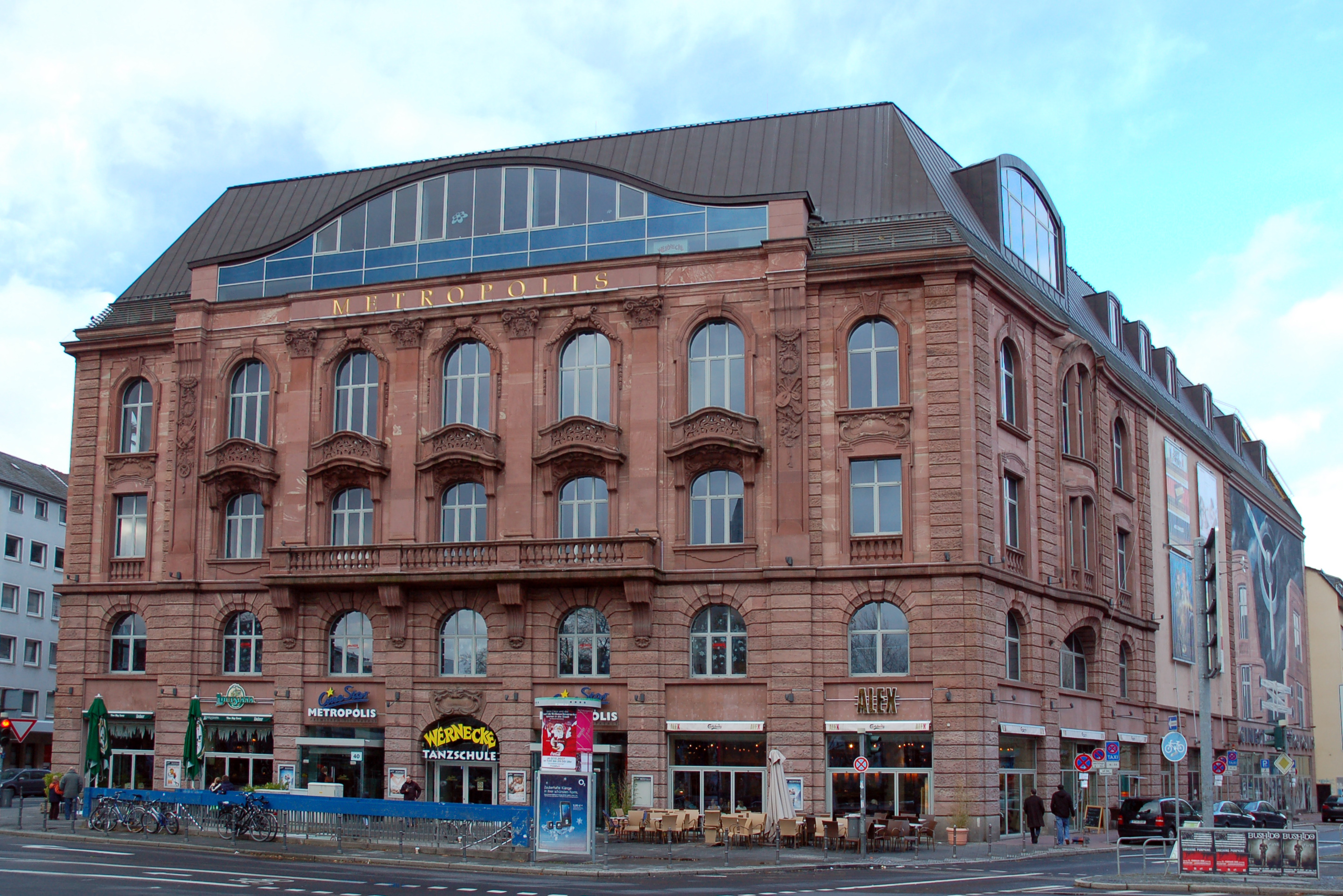
Ehemalige Fassade des Volksbildungsheims vor einem Neubau

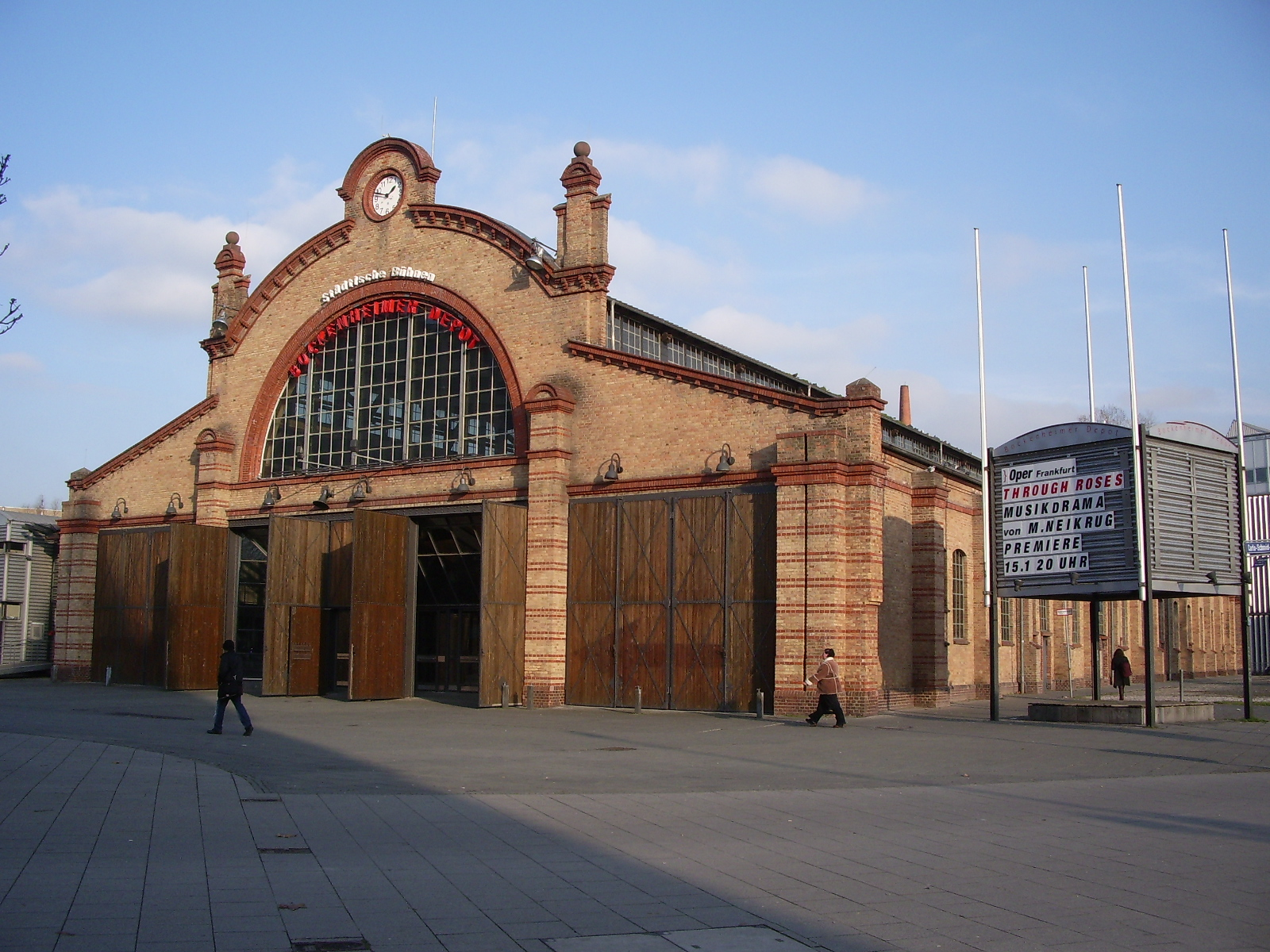
Im Bockenheimer Depot spielte das TAT von 1995 bis 2004

Das Theater am Turm (abgekürzt TAT) war von 1956 bis 2004 ein städtisches Theater in Frankfurt am Main. Es wurde 1953 als Landesbühne Rhein-Main durch den Frankfurter Bund für Volksbildung gegründet. Der Name Theater am Turm spielte auf den Eschenheimer Turm an, einen Teil der früheren Frankfurter Stadtbefestigung.

## Spielstätten
Das TAT hatte von 1963 bis 1995 seinen Sitz im ehemaligen Volksbildungsheim am Eschenheimer Tor. Von 1995 bis zu seiner Schließung 2004 bespielte es das Bockenheimer Depot.

## Geschichte am Eschenheimer Turm
Während der experimenta I wurde 1966 hier unter Leitung von Claus Peymann (Intendant 1965–1969) die legendäre Publikumsbeschimpfung von Peter Handke uraufgeführt. In den folgenden Jahren wurde das TAT durch die Nähe zur Studentenbewegung und zum Kampf gegen die Notstandsgesetze geprägt. 1969 wurde ein umfassendes Mitbestimmungsmodell eingeführt. Auf dem Programm standen nunmehr nicht nur Theateraufführungen, sondern auch Diskussionen, Vollversammlungen sowie Kurse in Marxismus und Tai-Chi.
Zu den Intendanten der Landesbühne Rhein-Main gehörte ab 1959 der Regisseur und Schauspieler Georg Aufenanger (1913–2012). In den 1970er-Jahren war Rainer Werner Fassbinder für acht Monate Intendant des TAT. Die Aufführung seines 1974 entstandenen Stückes Der Müll, die Stadt und der Tod über den Frankfurter Häuserkampf wurde nach Protesten abgesagt, weil die darin vorkommende Figur des reichen Juden antisemitische Stereotype bediene. Fassbinder verließ das Theater. Auch Rosa von Praunheim inszenierte am TAT. Seine satirische Bühnenshow Internationale Schlagerparade, unter anderem mit der New Yorker Underground-Künstlerin Tally Brown und der deutschen Sängerin Evelyn Künneke, war eine der letzten Aufführungen vor dem Neustart des Theaters.

## Neustart in den 1980ern
Nach einer vorübergehenden Schließung 1978/79 wurde das TAT umgebaut und 1980 mit neuem Konzept, aber nunmehr ohne eigenes Ensemble, wieder eröffnet. Bis 1986 war es eine Spielstätte für freie experimentelle Gruppen und internationale Künstler wie die Tanzcompany von Vivienne Newport, danach entstanden zahlreiche internationale Gastinszenierungen.
Ab 1986 wurden unter der Dramaturgie von Tom Stromberg wieder vermehrt Eigenproduktionen inszeniert.

## Umzug ins Bockenheimer Depot
Mit dem Umbau des Volksbildungsheims in das Großkino Metropolis wurde die Spielstätte 1995 in das Bockenheimer Depot verlegt, das gleich neben der Bockenheimer Warte liegt. Das TAT blieb also auch weiterhin ein „Theater am Turm“.
Gleichzeitig wurde das TAT den Städtischen Bühnen als Sparte angegliedert. Mehrfach entging es in den Folgejahren der Schließung. Die Zuschüsse wurden immer weiter gekürzt, sodass Ende Mai 2004 aus Kostengründen der Betrieb endgültig eingestellt werden musste.